# Dlisen Wetan
Dlisen Wetan is een bestuurslaag in het regentschap Purworejo van de provincie Midden-Java, Indonesië. Dlisen Wetan telt 633 inwoners (volkstelling 2010).